# سرزمین نابینایان
سرزمین نابینایان (انگلیسی: Land of the Blind) یک فیلم درام انگلیسی-آمریکایی محصول سال ۲۰۰۶ است.